# 二宮望実
岩間 望実（いわま のぞみ、旧姓：二宮望実、1981年 - ）は、日本の声楽家、ソプラノ、オペラ歌手である。

## 来歴
三重県生まれ。東京都在住。3歳よりピアノ、10歳より声楽を始める。
父は救命医療の第一人者である二宮宣文
東京女学館中学校・高等学校、桐朋学園大学音楽学部声楽専攻を卒業後、桐朋学園大学院大学音楽研究科3年課程を修了。在学時に成績優秀者声楽コンサートに出演。
2002年から2007年にイタリアのフィレンツェ、リミニ、チェルヴォ、ミラノなどへ短期留学を行い、2007年にイタリアに本拠を移す。
2009年イタリアヴェローナ国立音楽院に在籍、その後パルマ国立音楽院に移籍し同音楽院を2012年に卒業。
2012年10月、5年半のイタリア留学を終え、日本に帰国。

### 国内でのオペラの出演
- 2013年5月11日に東京にて、モーツァルト『コジ・ファン・トゥッテ』 ドラベッラ役
- 2013年6月22日に東京にて、モーツァルト『魔笛』パミーナ役に出演[3]
- 2013年9月13日に東京にて、モーツァルト『ツァイーデ』タイトルロール（ツァイーデ役）にて出演[4]

### 海外での出演歴
- イタリア、ヴェローナ・サンタアナスタシア教会 ソリスト
- 2010年8月11日 イタリアシチリアにて、リサイタルを行い、ラジオ中継される
- 2012年 イタリア、パルマにて、ロッシーニ『ブルスキーノ氏』マリアンナ役でレッジョ・エミーリアオーケストラと共演
- 2012年6月22日 イタリア、パルマにて、モーツァルト『フィガロの結婚』ケルビーノ役
- 2012年9月12日 ドイツ、ヴィーゼンシュタットにて、モーツァルト『コジ・ファン・トゥッテ』ドラベッラ役

### 国内でのコンサート
- 2014年11月22日 白寿ホールにてリサイタル「二宮望実リサイタル　1122オペラ・ガラ・コンサート」を開催。司会解説に飛岡健氏を迎えて
- 2014年7月15日 横浜みなとみらいホールにてエメラルドフィルハーモニーオーケストラ第一回公演でメインゲストとして出演
- 2013年12月19日 ファーストアルバム発売記念コンサート「Lu Tempu Passa」を主催

### コンクールへの出場
東京国際芸術協会主催の第13回ブルクハルト国際音楽コンクールにおいて声楽部門一位入賞

### 主な作品
CDシングル　2013年11月発売 「Lu tempu passa 時は過ぎ行く」 作詞・作曲 ジョアッキーノ・ペンサート

## その他
- 東日本大震災の際は、イタリアパルマ国立音楽院の生徒有志でkizunaというグループを結成し、20回以上のコンサートをイタリア各地で行うなど、ボランティア活動も積極的に行っている。